# اس‌ام یو-۱۰۵
اس‌ام یو-۱۰۵ (به انگلیسی: SM U-105) یک زیردریایی بود که طول آن ۷۰٫۶۰ متر (۲۳۱٫۶ فوت) بود. این زیردریایی در سال ۱۹۱۷ ساخته شد.